# Jugoton w oryginale
Jugoton w oryginale – okolicznościowy album muzyczny wydany w Polsce przez Sonic Records.
Zawiera on utwory popularnych jugosłowiańskich zespołów rockowych z końca lat 70. i początku 80. XX wieku. Nazwa płyty nawiązuje do Jugotonu, nieistniejącego jugosłowiańskiego wydawnictwa płytowego, które w tym okresie wydawało liczne płyty z jugosłowiańską i zachodnią muzyką pop i rockową, co umożliwiało dostęp do niej mieszkańcom krajów bloku wschodniego.
Płyta jest nawiązaniem do wydanego wcześniej albumu Yugoton, na którym znajdują się te same piosenki (z wyjątkiem Ha, ha, ha Bijelo dugme), ale z polskimi tekstami, w polskojęzycznych wykonaniach czołowych ówczesnych polskich wykonawców rockowych.

## Lista utworów na polskim wydaniu płyty
1. Maljčiki – Idoli
2. Retko te vidam s devojkama – Idoli (tytuł oryginalny: Retko te viđam sa devojkama)
3. Moja prva ljubav – Haustor
4. Uhvati ritam – Parni valjak
5. Ena – Haustor
6. Balkan – Azra
7. Poljska u mome srcu – Azra
8. Obična ljubavna pjesma – Aerodrom
9. Konobar – Električni orgazam
10. Električni Orgazam – Električni orgazam
11. Zamisli život u ritmu muzike za ples – Film
12. Neprilagoden – Film  (tytuł oryginalny: Neprilagođen)
13. Ona se budi – Šarlo akrobata
14. Krokodili dolaze – Električni orgazam
15. Čokolada – Idoli
16. Ja ne postojim – Električni orgazam
17. Ha ha ha – Bijelo dugme